# Lista över fornlämningar i Åtvidabergs kommun
Lista över fornlämningar i Åtvidabergs kommun är en förteckning av ett urval av de fornlämningar som finns i Åtvidabergs kommun.

## Björsäter
| Namn                            | Lämningstyp         | Tillkomsttid | Historisk indelning     | Plats | Läge                 | ID-nr          | Bild                                 |
| ------------------------------- | ------------------- | ------------ | ----------------------- | ----- | -------------------- | -------------- | ------------------------------------ |
| Valberget (Björsäter 7:1)       | Fornborg            |              | Björsäter, Östergötland |       | 58.292019, 16.055173 | 10040600070001 | Ladda upp en bild av detta fornminne |
| Björsäter 14:1                  | Stensättning        |              | Björsäter, Östergötland |       | 58.330472, 15.957148 | 10040600140001 | Ladda upp en bild av detta fornminne |
| Koberget (Björsäter 17:1)       | Fornborg            |              | Björsäter, Östergötland |       | 58.339252, 15.954717 | 10040600170001 | Ladda upp en bild av detta fornminne |
| Gethagsberget. (Björsäter 19:1) | Fornborg            |              | Björsäter, Östergötland |       | 58.334522, 15.943895 | 10040600190001 | Ladda upp en bild av detta fornminne |
| Svenstorp (Björsäter 69:1)      | Lägenhetsbebyggelse |              | Björsäter, Östergötland |       | 58.328153, 16.062246 | 10040600690001 | Ladda upp en bild av detta fornminne |

## Grebo
| Namn                            | Lämningstyp                      | Tillkomsttid | Historisk indelning | Plats | Läge                 | ID-nr          | Bild                                 |
| ------------------------------- | -------------------------------- | ------------ | ------------------- | ----- | -------------------- | -------------- | ------------------------------------ |
| Grebo 6:1                       | Stensättning                     |              | Grebo, Östergötland |       | 58.291702, 15.896344 | 10042400060001 | Ladda upp en bild av detta fornminne |
| Grebo 7:1                       | Stensättning                     |              | Grebo, Östergötland |       | 58.292316, 15.896612 | 10042400070001 | Ladda upp en bild av detta fornminne |
| Grebo 11:1                      | Stensättning                     |              | Grebo, Östergötland |       | 58.299241, 15.891690 | 10042400110001 | Ladda upp en bild av detta fornminne |
| Grebo 12:1                      | Stensättning                     |              | Grebo, Östergötland |       | 58.304249, 15.890302 | 10042400120001 | Ladda upp en bild av detta fornminne |
| Grebo 16:1                      | Stensättning                     |              | Grebo, Östergötland |       | 58.308505, 15.889865 | 10042400160001 | Ladda upp en bild av detta fornminne |
| Grebo 16:3                      | Stensättning                     |              | Grebo, Östergötland |       | 58.308180, 15.890317 | 10042400160003 | Ladda upp en bild av detta fornminne |
| Grebo 17:1                      | Stensättning                     |              | Grebo, Östergötland |       | 58.310005, 15.891521 | 10042400170001 | Ladda upp en bild av detta fornminne |
| Grebo 19:1                      | Stenkrets                        |              | Grebo, Östergötland |       | 58.310043, 15.880897 | 10042400190001 | Ladda upp en bild av detta fornminne |
| Grebo 19:2                      | Stensättning                     |              | Grebo, Östergötland |       | 58.310164, 15.881167 | 10042400190002 | Ladda upp en bild av detta fornminne |
| Grebo 19:3                      | Stensättning                     |              | Grebo, Östergötland |       | 58.310282, 15.881150 | 10042400190003 | Ladda upp en bild av detta fornminne |
| Grebo 20:1                      | Stensättning                     |              | Grebo, Östergötland |       | 58.313842, 15.882933 | 10042400200001 | Ladda upp en bild av detta fornminne |
| Grebo 20:2                      | Stensättning                     |              | Grebo, Östergötland |       | 58.313753, 15.882947 | 10042400200002 | Ladda upp en bild av detta fornminne |
| Grebo 20:3                      | Stensättning                     |              | Grebo, Östergötland |       | 58.313310, 15.882946 | 10042400200003 | Ladda upp en bild av detta fornminne |
| Grebo 20:5                      | Husgrund, förhistorisk/medeltida |              | Grebo, Östergötland |       | 58.313200, 15.882665 | 10042400200005 | Ladda upp en bild av detta fornminne |
| Grebo 20:8                      | Husgrund, förhistorisk/medeltida |              | Grebo, Östergötland |       | 58.313650, 15.883620 | 10042400200008 | Ladda upp en bild av detta fornminne |
| Grebo 20:9                      | Husgrund, förhistorisk/medeltida |              | Grebo, Östergötland |       | 58.313089, 15.883170 | 10042400200009 | Ladda upp en bild av detta fornminne |
| Grebo 23:4                      | Stensättning                     |              | Grebo, Östergötland |       | 58.313146, 15.885289 | 10042400230004 | Ladda upp en bild av detta fornminne |
| Grebo 23:5                      | Husgrund, förhistorisk/medeltida |              | Grebo, Östergötland |       | 58.313043, 15.885317 | 10042400230005 | Ladda upp en bild av detta fornminne |
| Grebo 27:1                      | Gravfält                         |              | Grebo, Östergötland |       | 58.323261, 15.868716 | 10042400270001 | Ladda upp en bild av detta fornminne |
| Grebo 28:2                      | Grav markerad av sten/block      |              | Grebo, Östergötland |       | 58.322594, 15.863839 | 10042400280002 | Ladda upp en bild av detta fornminne |
| Grebo 28:3                      | Grav markerad av sten/block      |              | Grebo, Östergötland |       | 58.322535, 15.863909 | 10042400280003 | Ladda upp en bild av detta fornminne |
| Grebo 30:1                      | Stensättning                     |              | Grebo, Östergötland |       | 58.325428, 15.863712 | 10042400300001 | Ladda upp en bild av detta fornminne |
| Grebo 34:1                      | Stensättning                     |              | Grebo, Östergötland |       | 58.325803, 15.843813 | 10042400340001 | Ladda upp en bild av detta fornminne |
| Grebo 34:2                      | Stensättning                     |              | Grebo, Östergötland |       | 58.325776, 15.844153 | 10042400340002 | Ladda upp en bild av detta fornminne |
| Grebo 35:1                      | Stensättning                     |              | Grebo, Östergötland |       | 58.315900, 15.838483 | 10042400350001 | Ladda upp en bild av detta fornminne |
| Grebo 35:2                      | Stensättning                     |              | Grebo, Östergötland |       | 58.316055, 15.838585 | 10042400350002 | Ladda upp en bild av detta fornminne |
| Grebo 36:1                      | Stensättning                     |              | Grebo, Östergötland |       | 58.311143, 15.841601 | 10042400360001 | Ladda upp en bild av detta fornminne |
| Grebo 36:2                      | Stensättning                     |              | Grebo, Östergötland |       | 58.311090, 15.841455 | 10042400360002 | Ladda upp en bild av detta fornminne |
| Grebo 37:1                      | Stensättning                     |              | Grebo, Östergötland |       | 58.309613, 15.846636 | 10042400370001 | Ladda upp en bild av detta fornminne |
| Grebo 37:2                      | Stenkrets                        |              | Grebo, Östergötland |       | 58.309668, 15.846482 | 10042400370002 | Ladda upp en bild av detta fornminne |
| Kärringberget (Grebo 38:1)      | Fornborg                         |              | Grebo, Östergötland |       | 58.305986, 15.844720 | 10042400380001 | Ladda upp en bild av detta fornminne |
| Grebo 39:1                      | Stensättning                     |              | Grebo, Östergötland |       | 58.306388, 15.855406 | 10042400390001 | Ladda upp en bild av detta fornminne |
| Grebo 39:2                      | Stensättning                     |              | Grebo, Östergötland |       | 58.306491, 15.855383 | 10042400390002 | Ladda upp en bild av detta fornminne |
| Grebo 40:1                      | Gravfält                         |              | Grebo, Östergötland |       | 58.306635, 15.852506 | 10042400400001 | Ladda upp en bild av detta fornminne |
| Grebo 42:3                      | Grav markerad av sten/block      |              | Grebo, Östergötland |       | 58.301906, 15.855050 | 10042400420003 | Ladda upp en bild av detta fornminne |
| Grebo 44:1                      | Stensättning                     |              | Grebo, Östergötland |       | 58.303614, 15.880512 | 10042400440001 | Ladda upp en bild av detta fornminne |
| Grebo 47:1                      | Grav- och boplatsområde          |              | Grebo, Östergötland |       | 58.295919, 15.885689 | 10042400470001 | Ladda upp en bild av detta fornminne |
| Grebo 48:1                      | Stensättning                     |              | Grebo, Östergötland |       | 58.296186, 15.888201 | 10042400480001 | Ladda upp en bild av detta fornminne |
| Grebo 48:2                      | Stensättning                     |              | Grebo, Östergötland |       | 58.296267, 15.888119 | 10042400480002 | Ladda upp en bild av detta fornminne |
| Grebo 48:3                      | Stensättning                     |              | Grebo, Östergötland |       | 58.296201, 15.888010 | 10042400480003 | Ladda upp en bild av detta fornminne |
| Grebo 48:4                      | Stensättning                     |              | Grebo, Östergötland |       | 58.296675, 15.888250 | 10042400480004 | Ladda upp en bild av detta fornminne |
| Grebo 49:1                      | Gravfält                         |              | Grebo, Östergötland |       | 58.300914, 15.869170 | 10042400490001 | Ladda upp en bild av detta fornminne |
| Grebo 50:1                      | Gravfält                         |              | Grebo, Östergötland |       | 58.300239, 15.868732 | 10042400500001 | Ladda upp en bild av detta fornminne |
| Grebo 51:1                      | Stensättning                     |              | Grebo, Östergötland |       | 58.299441, 15.869601 | 10042400510001 | Ladda upp en bild av detta fornminne |
| Grebo 51:2                      | Stensättning                     |              | Grebo, Östergötland |       | 58.299831, 15.869776 | 10042400510002 | Ladda upp en bild av detta fornminne |
| Grebo 52:1                      | Stensättning                     |              | Grebo, Östergötland |       | 58.296393, 15.870068 | 10042400520001 | Ladda upp en bild av detta fornminne |
| Grebo 52:2                      | Grav markerad av sten/block      |              | Grebo, Östergötland |       | 58.296435, 15.869928 | 10042400520002 | Ladda upp en bild av detta fornminne |
| Grebo 53:1                      | Gravfält                         |              | Grebo, Östergötland |       | 58.294947, 15.863113 | 10042400530001 | Ladda upp en bild av detta fornminne |
| Grebo 54:1                      | Begravningsplats                 |              | Grebo, Östergötland |       | 58.297323, 15.863457 | 10042400540001 | Ladda upp en bild av detta fornminne |
| Grebo 54:2                      | Kyrka/kapell                     |              | Grebo, Östergötland |       | 58.297238, 15.863509 | 10042400540002 | Ladda upp en bild av detta fornminne |
| Grebo 57:1                      | Stensättning                     |              | Grebo, Östergötland |       | 58.296487, 15.839087 | 10042400570001 | Ladda upp en bild av detta fornminne |
| Grebo 59:1                      | Stensättning                     |              | Grebo, Östergötland |       | 58.295834, 15.846143 | 10042400590001 | Ladda upp en bild av detta fornminne |
| Grebo 59:2                      | Stensättning                     |              | Grebo, Östergötland |       | 58.295543, 15.846255 | 10042400590002 | Ladda upp en bild av detta fornminne |
| Grebo 60:1                      | Stensättning                     |              | Grebo, Östergötland |       | 58.295058, 15.846903 | 10042400600001 | Ladda upp en bild av detta fornminne |
| Grebo 61:1                      | Stensättning                     |              | Grebo, Östergötland |       | 58.292626, 15.860918 | 10042400610001 | Ladda upp en bild av detta fornminne |
| Grebo 64:1                      | Stensättning                     |              | Grebo, Östergötland |       | 58.286213, 15.864385 | 10042400640001 | Ladda upp en bild av detta fornminne |
| Grebo 66:1                      | Stensättning                     |              | Grebo, Östergötland |       | 58.283651, 15.860293 | 10042400660001 | Ladda upp en bild av detta fornminne |
| Grebo 66:2                      | Stensättning                     |              | Grebo, Östergötland |       | 58.283757, 15.860440 | 10042400660002 | Ladda upp en bild av detta fornminne |
| Grebo 95:1                      | Stensättning                     |              | Grebo, Östergötland |       | 58.328115, 15.869326 | 10042400950001 | Ladda upp en bild av detta fornminne |
| Grebo 96:1                      | Stensättning                     |              | Grebo, Östergötland |       | 58.327382, 15.850508 | 10042400960001 | Ladda upp en bild av detta fornminne |
| Grebo 117:1                     | Stensättning                     |              | Grebo, Östergötland |       | 58.317363, 15.867087 | 10042401170001 | Ladda upp en bild av detta fornminne |
| Grebo 118:1                     | Stensättning                     |              | Grebo, Östergötland |       | 58.315345, 15.842433 | 10042401180001 | Ladda upp en bild av detta fornminne |
| Grebo 124:1                     | Stensättning                     |              | Grebo, Östergötland |       | 58.307334, 15.853241 | 10042401240001 | Ladda upp en bild av detta fornminne |
| Grebo 125:1                     | Stensättning                     |              | Grebo, Östergötland |       | 58.307470, 15.854637 | 10042401250001 | Ladda upp en bild av detta fornminne |
| Grebo 127:1                     | Stensättning                     |              | Grebo, Östergötland |       | 58.302176, 15.867429 | 10042401270001 | Ladda upp en bild av detta fornminne |
| Grebo 127:2                     | Stensättning                     |              | Grebo, Östergötland |       | 58.302014, 15.867456 | 10042401270002 | Ladda upp en bild av detta fornminne |
| Grebo 127:3                     | Stensättning                     |              | Grebo, Östergötland |       | 58.302019, 15.867292 | 10042401270003 | Ladda upp en bild av detta fornminne |
| Grebo 128:1                     | Stensättning                     |              | Grebo, Östergötland |       | 58.303595, 15.884041 | 10042401280001 | Ladda upp en bild av detta fornminne |
| Grebo 131:1                     | Stensättning                     |              | Grebo, Östergötland |       | 58.303240, 15.862210 | 10042401310001 | Ladda upp en bild av detta fornminne |
| Grebo 133:1                     | Stensättning                     |              | Grebo, Östergötland |       | 58.294125, 15.858915 | 10042401330001 | Ladda upp en bild av detta fornminne |
| Grebo 135:1                     | Stensättning                     |              | Grebo, Östergötland |       | 58.293116, 15.857340 | 10042401350001 | Ladda upp en bild av detta fornminne |
| Grebo 137:1                     | Stensättning                     |              | Grebo, Östergötland |       | 58.289274, 15.852812 | 10042401370001 | Ladda upp en bild av detta fornminne |
| Grebo 138:1                     | Stensättning                     |              | Grebo, Östergötland |       | 58.288506, 15.860798 | 10042401380001 | Ladda upp en bild av detta fornminne |
| Grebo 139:1                     | Stensättning                     |              | Grebo, Östergötland |       | 58.292929, 15.851618 | 10042401390001 | Ladda upp en bild av detta fornminne |
| Grebo 139:2                     | Stensättning                     |              | Grebo, Östergötland |       | 58.293044, 15.851785 | 10042401390002 | Ladda upp en bild av detta fornminne |
| Grebo 148:1                     | Stensättning                     |              | Grebo, Östergötland |       | 58.292681, 15.848062 | 10042401480001 | Ladda upp en bild av detta fornminne |
| Grebo 149:1                     | Stensättning                     |              | Grebo, Östergötland |       | 58.294705, 15.847601 | 10042401490001 | Ladda upp en bild av detta fornminne |
| Grebo 149:2                     | Stensättning                     |              | Grebo, Östergötland |       | 58.294971, 15.848138 | 10042401490002 | Ladda upp en bild av detta fornminne |
| Grebo 151:1                     | Stensättning                     |              | Grebo, Östergötland |       | 58.295790, 15.887190 | 10042401510001 | Ladda upp en bild av detta fornminne |
| Grebo 151:2                     | Stensättning                     |              | Grebo, Östergötland |       | 58.295824, 15.887415 | 10042401510002 | Ladda upp en bild av detta fornminne |
| Grebo 151:3                     | Stensättning                     |              | Grebo, Östergötland |       | 58.295655, 15.887541 | 10042401510003 | Ladda upp en bild av detta fornminne |
| Grebo 152:1                     | Stensättning                     |              | Grebo, Östergötland |       | 58.296182, 15.884267 | 10042401520001 | Ladda upp en bild av detta fornminne |
| Grebo 153:1                     | Stensättning                     |              | Grebo, Östergötland |       | 58.295181, 15.887123 | 10042401530001 | Ladda upp en bild av detta fornminne |
| Lundstedts torpet (Grebo 163:1) | Lägenhetsbebyggelse              |              | Grebo, Östergötland |       | 58.248029, 15.913039 | 10042401630001 | Ladda upp en bild av detta fornminne |
| Grebo 181:1                     | Stensättning                     |              | Grebo, Östergötland |       | 58.296319, 15.862346 | 10042401810001 | Ladda upp en bild av detta fornminne |
| Grebo 185:1                     | Kvarn                            |              | Grebo, Östergötland |       | 58.293886, 15.863520 | 10042401850001 | Ladda upp en bild av detta fornminne |
| Rosendal (Grebo 189)            | Lägenhetsbebyggelse              |              | Grebo, Östergötland |       | 58.248378, 15.908968 | 12000000068761 | Ladda upp en bild av detta fornminne |
| Grebo 228                       | Stensättning                     |              | Grebo, Östergötland |       | 58.310803, 15.881600 | 12000000134283 | Ladda upp en bild av detta fornminne |
| Grebo 237                       | Stensättning                     |              | Grebo, Östergötland |       | 58.308560, 15.882838 | 12000000134292 | Ladda upp en bild av detta fornminne |
| Grebo 243                       | Husgrund, historisk tid          |              | Grebo, Östergötland |       | 58.277338, 15.908484 | 12000000134716 | Ladda upp en bild av detta fornminne |
| Grebo 251                       | Husgrund, förhistorisk/medeltida |              | Grebo, Östergötland |       | 58.291980, 15.896346 | 12000000134726 | Ladda upp en bild av detta fornminne |

## Gärdserum
| Namn                         | Lämningstyp                 | Tillkomsttid | Historisk indelning | Plats | Läge                 | ID-nr          | Bild                                 |
| ---------------------------- | --------------------------- | ------------ | ------------------- | ----- | -------------------- | -------------- | ------------------------------------ |
| Dackeberget (Gärdserum 1:1)  | Fornborg                    |              | Gärdserum, Småland  |       | 58.140620, 16.208501 | 10042700010001 | Ladda upp en bild av detta fornminne |
| Gärdserum 2:1                | Grav markerad av sten/block |              | Gärdserum, Småland  |       | 58.149216, 16.187620 | 10042700020001 | Ladda upp en bild av detta fornminne |
| Gärdserum 2:2                | Grav markerad av sten/block |              | Gärdserum, Småland  |       | 58.149228, 16.187464 | 10042700020002 | Ladda upp en bild av detta fornminne |
| Gärdserum 3:1                | Stensättning                |              | Gärdserum, Småland  |       | 58.160623, 16.158977 | 10042700030001 | Ladda upp en bild av detta fornminne |
| Gärdserum 4:1                | Stensättning                |              | Gärdserum, Småland  |       | 58.159637, 16.149064 | 10042700040001 | Ladda upp en bild av detta fornminne |
| Gärdserum 8:1                | Stensättning                |              | Gärdserum, Småland  |       | 58.145439, 16.077151 | 10042700080001 | Ladda upp en bild av detta fornminne |
| Gärdserum 8:2                | Hög                         |              | Gärdserum, Småland  |       | 58.145314, 16.077306 | 10042700080002 | Ladda upp en bild av detta fornminne |
| Gärdserum 10:1               | Stensättning                |              | Gärdserum, Småland  |       | 58.095145, 16.157131 | 10042700100001 | Ladda upp en bild av detta fornminne |
| Gärdserum 10:2               | Stensättning                |              | Gärdserum, Småland  |       | 58.095211, 16.157175 | 10042700100002 | Ladda upp en bild av detta fornminne |
| Gärdserum 10:3               | Röse                        |              | Gärdserum, Småland  |       | 58.095165, 16.157813 | 10042700100003 | Ladda upp en bild av detta fornminne |
| Gärdserum 11:1               | Stensättning                |              | Gärdserum, Småland  |       | 58.096547, 16.161916 | 10042700110001 | Ladda upp en bild av detta fornminne |
| Gärdserum 11:2               | Stensättning                |              | Gärdserum, Småland  |       | 58.096519, 16.162170 | 10042700110002 | Ladda upp en bild av detta fornminne |
| Gärdserum 12:1               | Gravfält                    |              | Gärdserum, Småland  |       | 58.094628, 16.160946 | 10042700120001 | Ladda upp en bild av detta fornminne |
| Gärdserum 13:1               | Röse                        |              | Gärdserum, Småland  |       | 58.094645, 16.163398 | 10042700130001 | Ladda upp en bild av detta fornminne |
| Gärdserum 13:2               | Stensättning                |              | Gärdserum, Småland  |       | 58.094713, 16.163048 | 10042700130002 | Ladda upp en bild av detta fornminne |
| Gärdserum 13:3               | Grav markerad av sten/block |              | Gärdserum, Småland  |       | 58.094671, 16.162170 | 10042700130003 | Ladda upp en bild av detta fornminne |
| Gärdserum 18:1               | Stensättning                |              | Gärdserum, Småland  |       | 58.072541, 16.157288 | 10042700180001 | Ladda upp en bild av detta fornminne |
| Gärdserum 19:1               | Stenkammargrav              |              | Gärdserum, Småland  |       | 58.087237, 16.141570 | 10042700190001 | Ladda upp en bild av detta fornminne |
| Gärdserum 23:1               | Stenkrets                   |              | Gärdserum, Småland  |       | 58.090267, 16.107763 | 10042700230001 | Ladda upp en bild av detta fornminne |
| Gärdserum 35:1               | Stensättning                |              | Gärdserum, Småland  |       | 58.161310, 16.160132 | 10042700350001 | Ladda upp en bild av detta fornminne |
| Gärdserum 35:2               | Stensättning                |              | Gärdserum, Småland  |       | 58.161264, 16.160277 | 10042700350002 | Ladda upp en bild av detta fornminne |
| Gärdserum 40:1               | Stensättning                |              | Gärdserum, Småland  |       | 58.158790, 16.148245 | 10042700400001 | Ladda upp en bild av detta fornminne |
| Björkkullen (Gärdserum 71:1) | Lägenhetsbebyggelse         |              | Gärdserum, Småland  |       | 58.207967, 16.129525 | 10042700710001 | Ladda upp en bild av detta fornminne |
| Gärdserum 72:1               | Stensättning                |              | Gärdserum, Småland  |       | 58.207241, 16.168507 | 10042700720001 | Ladda upp en bild av detta fornminne |
| Gärdserum 81:1               | Stensättning                |              | Gärdserum, Småland  |       | 58.221110, 16.111079 | 10042700810001 | Ladda upp en bild av detta fornminne |
| Gärdserum 131:1              | Stensättning                |              | Gärdserum, Småland  |       | 58.146683, 16.082724 | 10042701310001 | Ladda upp en bild av detta fornminne |
| Gärdserum 135:1              | Stensättning                |              | Gärdserum, Småland  |       | 58.137794, 16.091142 | 10042701350001 | Ladda upp en bild av detta fornminne |

## Hannäs
| Namn          | Lämningstyp                 | Tillkomsttid | Historisk indelning | Plats | Läge                 | ID-nr          | Bild                                      |
| ------------- | --------------------------- | ------------ | ------------------- | ----- | -------------------- | -------------- | ----------------------------------------- |
| Hannäs 1:1    | Grav markerad av sten/block |              | Hannäs, Småland     |       | 58.157092, 16.365205 | 10042900010001 | Ladda upp en bild av detta fornminne      |
| Hannäs 5:1    | Stensättning                |              | Hannäs, Småland     |       | 58.141478, 16.330682 | 10042900050001 | Ladda upp en bild av detta fornminne      |
| Hannäs 6:1    | Kyrka/kapell                |              | Hannäs, Småland     |       | 58.142228, 16.326995 | 10042900060001 | Ladda upp en till bild av detta fornminne |
| Hannäs 7:1    | Stensättning                |              | Hannäs, Småland     |       | 58.137159, 16.382404 | 10042900070001 | Ladda upp en bild av detta fornminne      |
| Hannäs 9:1    | Gravfält                    |              | Hannäs, Småland     |       | 58.137046, 16.334721 | 10042900090001 | Ladda upp en bild av detta fornminne      |
| Hannäs 13:1   | Fornborg                    |              | Hannäs, Småland     |       | 58.174305, 16.322949 | 10042900130001 | Ladda upp en bild av detta fornminne      |
| Hannäs 14:1   | Stensättning                |              | Hannäs, Småland     |       | 58.198520, 16.347644 | 10042900140001 | Ladda upp en bild av detta fornminne      |
| Hannäs 15:1   | Gravfält                    |              | Hannäs, Småland     |       | 58.197425, 16.427102 | 10042900150001 | Ladda upp en bild av detta fornminne      |
| Hannäs 19:1   | Gravfält                    |              | Hannäs, Småland     |       | 58.203689, 16.347168 | 10042900190001 | Ladda upp en bild av detta fornminne      |
| Hannäs 20:1   | Stensättning                |              | Hannäs, Småland     |       | 58.195186, 16.325878 | 10042900200001 | Ladda upp en bild av detta fornminne      |
| Hannäs 20:2   | Grav markerad av sten/block |              | Hannäs, Småland     |       | 58.195197, 16.326055 | 10042900200002 | Ladda upp en bild av detta fornminne      |
| Hannäs 20:3   | Grav markerad av sten/block |              | Hannäs, Småland     |       | 58.195116, 16.326041 | 10042900200003 | Ladda upp en bild av detta fornminne      |
| Hannäs 20:4   | Grav markerad av sten/block |              | Hannäs, Småland     |       | 58.195136, 16.326136 | 10042900200004 | Ladda upp en bild av detta fornminne      |
| Hannäs 21:1   | Fornborg                    |              | Hannäs, Småland     |       | 58.194022, 16.303355 | 10042900210001 | Ladda upp en bild av detta fornminne      |
| Hannäs 23:2   | Stensättning                |              | Hannäs, Småland     |       | 58.227694, 16.369793 | 10042900230002 | Ladda upp en bild av detta fornminne      |
| Hannäs 24:1   | Stensättning                |              | Hannäs, Småland     |       | 58.230584, 16.359973 | 10042900240001 | Ladda upp en bild av detta fornminne      |
| Hannäs 29:1   | Stenkammargrav              |              | Hannäs, Småland     |       | 58.238184, 16.359541 | 10042900290001 | Ladda upp en bild av detta fornminne      |
| Hannäs 33:1   | Gravfält                    |              | Hannäs, Småland     |       | 58.249861, 16.362014 | 10042900330001 | Ladda upp en bild av detta fornminne      |
| Hannäs 39:1   | Stensättning                |              | Hannäs, Småland     |       | 58.196783, 16.368217 | 10042900390001 | Ladda upp en bild av detta fornminne      |
| Hannäs 39:2   | Stensättning                |              | Hannäs, Småland     |       | 58.196961, 16.368269 | 10042900390002 | Ladda upp en bild av detta fornminne      |
| Hannäs 47:1   | Stenkrets                   |              | Hannäs, Småland     |       | 58.138493, 16.334278 | 10042900470001 | Ladda upp en bild av detta fornminne      |
| Hannäs 47:2   | Stensättning                |              | Hannäs, Småland     |       | 58.138444, 16.333968 | 10042900470002 | Ladda upp en bild av detta fornminne      |
| Hannäs 58:1   | Stensättning                |              | Hannäs, Småland     |       | 58.215135, 16.415760 | 10042900580001 | Ladda upp en bild av detta fornminne      |
| Hannäs 59:1   | Stensättning                |              | Hannäs, Småland     |       | 58.210956, 16.408730 | 10042900590001 | Ladda upp en bild av detta fornminne      |
| Hannäs 84:1   | Stensättning                |              | Hannäs, Småland     |       | 58.259867, 16.347721 | 10042900840001 | Ladda upp en bild av detta fornminne      |
| Hannäs 103:1  | Stensättning                |              | Hannäs, Småland     |       | 58.194886, 16.325623 | 10042901030001 | Ladda upp en bild av detta fornminne      |
| Hannäs 156:1  | Stensättning                |              | Hannäs, Småland     |       | 58.254221, 16.371472 | 10042901560001 | Ladda upp en bild av detta fornminne      |
| Tryserum 75:1 | Röse                        |              | Hannäs, Småland     |       | 58.151237, 16.409191 | 10051300750001 | Ladda upp en bild av detta fornminne      |

## Värna
| Namn        | Lämningstyp             | Tillkomsttid | Historisk indelning | Plats | Läge                 | ID-nr          | Bild                                 |
| ----------- | ----------------------- | ------------ | ------------------- | ----- | -------------------- | -------------- | ------------------------------------ |
| Värna 2:1   | Stensättning            |              | Värna, Östergötland |       | 58.326447, 15.922362 | 10053100020001 | Ladda upp en bild av detta fornminne |
| Värna 3:1   | Stensättning            |              | Värna, Östergötland |       | 58.326138, 15.924842 | 10053100030001 | Ladda upp en bild av detta fornminne |
| Värna 8:1   | Gravfält                |              | Värna, Östergötland |       | 58.331195, 15.914945 | 10053100080001 | Ladda upp en bild av detta fornminne |
| Värna 11:1  | Stensättning            |              | Värna, Östergötland |       | 58.331752, 15.911205 | 10053100110001 | Ladda upp en bild av detta fornminne |
| Värna 11:2  | Stensättning            |              | Värna, Östergötland |       | 58.331871, 15.911158 | 10053100110002 | Ladda upp en bild av detta fornminne |
| Värna 19:1  | Röse                    |              | Värna, Östergötland |       | 58.327730, 15.905339 | 10053100190001 | Ladda upp en bild av detta fornminne |
| Värna 21:1  | Stensättning            |              | Värna, Östergötland |       | 58.323382, 15.906834 | 10053100210001 | Ladda upp en bild av detta fornminne |
| Värna 27:1  | Stensättning            |              | Värna, Östergötland |       | 58.319525, 15.914188 | 10053100270001 | Ladda upp en bild av detta fornminne |
| Värna 39:1  | Gravfält                |              | Värna, Östergötland |       | 58.323077, 15.914362 | 10053100390001 | Ladda upp en bild av detta fornminne |
| Värna 40:1  | Stensättning            |              | Värna, Östergötland |       | 58.325783, 15.911457 | 10053100400001 | Ladda upp en bild av detta fornminne |
| Värna 40:2  | Stensättning            |              | Värna, Östergötland |       | 58.325602, 15.911829 | 10053100400002 | Ladda upp en bild av detta fornminne |
| Värna 40:3  | Stensättning            |              | Värna, Östergötland |       | 58.325861, 15.911179 | 10053100400003 | Ladda upp en bild av detta fornminne |
| Värna 41:1  | Stensättning            |              | Värna, Östergötland |       | 58.327218, 15.910806 | 10053100410001 | Ladda upp en bild av detta fornminne |
| Värna 46:1  | Gravfält                |              | Värna, Östergötland |       | 58.324649, 15.919403 | 10053100460001 | Ladda upp en bild av detta fornminne |
| Värna 50:1  | Stensättning            |              | Värna, Östergötland |       | 58.319422, 15.916248 | 10053100500001 | Ladda upp en bild av detta fornminne |
| Värna 50:2  | Stensättning            |              | Värna, Östergötland |       | 58.319331, 15.916318 | 10053100500002 | Ladda upp en bild av detta fornminne |
| Värna 50:3  | Stensättning            |              | Värna, Östergötland |       | 58.319236, 15.916429 | 10053100500003 | Ladda upp en bild av detta fornminne |
| Värna 50:4  | Stensättning            |              | Värna, Östergötland |       | 58.318898, 15.917015 | 10053100500004 | Ladda upp en bild av detta fornminne |
| Värna 59:1  | Stensättning            |              | Värna, Östergötland |       | 58.281565, 15.981259 | 10053100590001 | Ladda upp en bild av detta fornminne |
| Värna 59:2  | Stensättning            |              | Värna, Östergötland |       | 58.281488, 15.981175 | 10053100590002 | Ladda upp en bild av detta fornminne |
| Värna 59:3  | Stensättning            |              | Värna, Östergötland |       | 58.281387, 15.981019 | 10053100590003 | Ladda upp en bild av detta fornminne |
| Värna 59:4  | Stensättning            |              | Värna, Östergötland |       | 58.281276, 15.981180 | 10053100590004 | Ladda upp en bild av detta fornminne |
| Värna 72:1  | Gravfält                |              | Värna, Östergötland |       | 58.326636, 15.910240 | 10053100720001 | Ladda upp en bild av detta fornminne |
| Värna 74:1  | Stensättning            |              | Värna, Östergötland |       | 58.316909, 15.906598 | 10053100740001 | Ladda upp en bild av detta fornminne |
| Värna 78:1  | Stensättning            |              | Värna, Östergötland |       | 58.327000, 15.907438 | 10053100780001 | Ladda upp en bild av detta fornminne |
| Värna 91:1  | Stensättning            |              | Värna, Östergötland |       | 58.293997, 15.937855 | 10053100910001 | Ladda upp en bild av detta fornminne |
| Värna 96:1  | Stensättning            |              | Värna, Östergötland |       | 58.331887, 15.908813 | 10053100960001 | Ladda upp en bild av detta fornminne |
| Värna 104:2 | Stensättning            |              | Värna, Östergötland |       | 58.325834, 15.923316 | 10053101040002 | Ladda upp en bild av detta fornminne |
| Värna 115:2 | Stensättning            |              | Värna, Östergötland |       | 58.318998, 15.908479 | 10053101150002 | Ladda upp en bild av detta fornminne |
| Värna 115:3 | Stensättning            |              | Värna, Östergötland |       | 58.319087, 15.908682 | 10053101150003 | Ladda upp en bild av detta fornminne |
| Värna 115:4 | Stensättning            |              | Värna, Östergötland |       | 58.318906, 15.908798 | 10053101150004 | Ladda upp en bild av detta fornminne |
| Värna 147:1 | Stensättning            |              | Värna, Östergötland |       | 58.293654, 15.927120 | 10053101470001 | Ladda upp en bild av detta fornminne |
| Värna 149:1 | Gravfält                |              | Värna, Östergötland |       | 58.317217, 15.915419 | 10053101490001 | Ladda upp en bild av detta fornminne |
| Värna 158   | Husgrund, historisk tid |              | Värna, Östergötland |       | 58.297059, 15.966993 | 12000000124597 | Ladda upp en bild av detta fornminne |

## Yxnerum
| Namn         | Lämningstyp  | Tillkomsttid | Historisk indelning   | Plats | Läge                 | ID-nr          | Bild                                 |
| ------------ | ------------ | ------------ | --------------------- | ----- | -------------------- | -------------- | ------------------------------------ |
| Yxnerum 55:1 | Stensättning |              | Yxnerum, Östergötland |       | 58.235393, 16.178353 | 10054100550001 | Ladda upp en bild av detta fornminne |
| Yxnerum 72:1 | Stensättning |              | Yxnerum, Östergötland |       | 58.238455, 16.232589 | 10054100720001 | Ladda upp en bild av detta fornminne |
| Yxnerum 73:1 | Hög          |              | Yxnerum, Östergötland |       | 58.236201, 16.233459 | 10054100730001 | Ladda upp en bild av detta fornminne |
| Yxnerum 73:2 | Stensättning |              | Yxnerum, Östergötland |       | 58.236350, 16.233641 | 10054100730002 | Ladda upp en bild av detta fornminne |
| Yxnerum 84:1 | Stensättning |              | Yxnerum, Östergötland |       | 58.251325, 16.301036 | 10054100840001 | Ladda upp en bild av detta fornminne |
| Yxnerum 94:1 | Hög          |              | Yxnerum, Östergötland |       | 58.278608, 16.220511 | 10054100940001 | Ladda upp en bild av detta fornminne |

## Åtvid
| Namn                     | Lämningstyp                      | Tillkomsttid | Historisk indelning | Plats | Läge                 | ID-nr          | Bild                                 |
| ------------------------ | -------------------------------- | ------------ | ------------------- | ----- | -------------------- | -------------- | ------------------------------------ |
| Åtvid 2:1                | Stensättning                     |              | Åtvid, Östergötland |       | 58.216116, 16.036472 | 10054400020001 | Ladda upp en bild av detta fornminne |
| Åtvid 3:1                | Stensättning                     |              | Åtvid, Östergötland |       | 58.208087, 16.064279 | 10054400030001 | Ladda upp en bild av detta fornminne |
| Åtvid 4:1                | Gravfält                         |              | Åtvid, Östergötland |       | 58.205994, 16.066767 | 10054400040001 | Ladda upp en bild av detta fornminne |
| Åtvid 7:1                | Stensättning                     |              | Åtvid, Östergötland |       | 58.188564, 16.042510 | 10054400070001 | Ladda upp en bild av detta fornminne |
| Åtvid 7:2                | Stensättning                     |              | Åtvid, Östergötland |       | 58.188513, 16.042713 | 10054400070002 | Ladda upp en bild av detta fornminne |
| Åtvid 9:1                | Stensättning                     |              | Åtvid, Östergötland |       | 58.187529, 16.016485 | 10054400090001 | Ladda upp en bild av detta fornminne |
| Åtvid 10:1               | Stensättning                     |              | Åtvid, Östergötland |       | 58.186617, 16.016402 | 10054400100001 | Ladda upp en bild av detta fornminne |
| Åtvid 12:1               | Stensättning                     |              | Åtvid, Östergötland |       | 58.185497, 16.015672 | 10054400120001 | Ladda upp en bild av detta fornminne |
| Åtvid 12:2               | Stensättning                     |              | Åtvid, Östergötland |       | 58.185438, 16.015457 | 10054400120002 | Ladda upp en bild av detta fornminne |
| Åtvid 13:1               | Stensättning                     |              | Åtvid, Östergötland |       | 58.184955, 16.015436 | 10054400130001 | Ladda upp en bild av detta fornminne |
| Åtvid 13:2               | Stensättning                     |              | Åtvid, Östergötland |       | 58.185027, 16.015987 | 10054400130002 | Ladda upp en bild av detta fornminne |
| Åtvid 15:1               | Gravfält                         |              | Åtvid, Östergötland |       | 58.189097, 16.005274 | 10054400150001 | Ladda upp en bild av detta fornminne |
| Åtvid 16:1               | Stensättning                     |              | Åtvid, Östergötland |       | 58.192835, 16.004669 | 10054400160001 | Ladda upp en bild av detta fornminne |
| Åtvid 16:2               | Stensättning                     |              | Åtvid, Östergötland |       | 58.192732, 16.004796 | 10054400160002 | Ladda upp en bild av detta fornminne |
| Åtvid 18:1               | Stensättning                     |              | Åtvid, Östergötland |       | 58.183088, 15.993334 | 10054400180001 | Ladda upp en bild av detta fornminne |
| Åtvid 19:1               | Stensättning                     |              | Åtvid, Östergötland |       | 58.159705, 16.017577 | 10054400190001 | Ladda upp en bild av detta fornminne |
| Åtvid 20:1               | Gravfält                         |              | Åtvid, Östergötland |       | 58.163690, 16.021511 | 10054400200001 | Ladda upp en bild av detta fornminne |
| Åtvid 21:1               | Stenkrets                        |              | Åtvid, Östergötland |       | 58.162648, 16.022508 | 10054400210001 | Ladda upp en bild av detta fornminne |
| Åtvid 21:2               | Stensättning                     |              | Åtvid, Östergötland |       | 58.162664, 16.022266 | 10054400210002 | Ladda upp en bild av detta fornminne |
| Åtvid 22:1               | Gravfält                         |              | Åtvid, Östergötland |       | 58.162187, 16.024546 | 10054400220001 | Ladda upp en bild av detta fornminne |
| Kronröret (Åtvid 23:1)   | Stensättning                     |              | Åtvid, Östergötland |       | 58.146034, 16.034785 | 10054400230001 | Ladda upp en bild av detta fornminne |
| Kronröret (Åtvid 23:2)   | Grav markerad av sten/block      |              | Åtvid, Östergötland |       | 58.145988, 16.034870 | 10054400230002 | Ladda upp en bild av detta fornminne |
| Åtvid 24:1               | Gravfält                         |              | Åtvid, Östergötland |       | 58.129987, 16.039818 | 10054400240001 | Ladda upp en bild av detta fornminne |
| Åtvid 26:1               | Stensättning                     |              | Åtvid, Östergötland |       | 58.081804, 16.046081 | 10054400260001 | Ladda upp en bild av detta fornminne |
| Åtvid 27:1               | Stensättning                     |              | Åtvid, Östergötland |       | 58.077869, 16.056153 | 10054400270001 | Ladda upp en bild av detta fornminne |
| Åtvid 27:2               | Stensättning                     |              | Åtvid, Östergötland |       | 58.077943, 16.056400 | 10054400270002 | Ladda upp en bild av detta fornminne |
| Åtvid 27:3               | Stensättning                     |              | Åtvid, Östergötland |       | 58.078275, 16.056032 | 10054400270003 | Ladda upp en bild av detta fornminne |
| Åtvid 27:4               | Stensättning                     |              | Åtvid, Östergötland |       | 58.078233, 16.056177 | 10054400270004 | Ladda upp en bild av detta fornminne |
| Åtvid 28:1               | Stensättning                     |              | Åtvid, Östergötland |       | 58.079170, 16.056043 | 10054400280001 | Ladda upp en bild av detta fornminne |
| Åtvid 28:2               | Stensättning                     |              | Åtvid, Östergötland |       | 58.079145, 16.056270 | 10054400280002 | Ladda upp en bild av detta fornminne |
| Åtvid 28:3               | Stensättning                     |              | Åtvid, Östergötland |       | 58.078678, 16.056540 | 10054400280003 | Ladda upp en bild av detta fornminne |
| Åtvid 31:1               | Stensättning                     |              | Åtvid, Östergötland |       | 58.105249, 16.063953 | 10054400310001 | Ladda upp en bild av detta fornminne |
| Åtvid 32:1               | Stensättning                     |              | Åtvid, Östergötland |       | 58.126849, 16.070527 | 10054400320001 | Ladda upp en bild av detta fornminne |
| Åtvid 35:1               | Gravfält                         |              | Åtvid, Östergötland |       | 58.130105, 16.061894 | 10054400350001 | Ladda upp en bild av detta fornminne |
| Åtvid 36:1               | Stensättning                     |              | Åtvid, Östergötland |       | 58.133016, 16.047201 | 10054400360001 | Ladda upp en bild av detta fornminne |
| Åtvid 36:2               | Stensättning                     |              | Åtvid, Östergötland |       | 58.132889, 16.047270 | 10054400360002 | Ladda upp en bild av detta fornminne |
| Åtvid 37:1               | Stensättning                     |              | Åtvid, Östergötland |       | 58.180695, 16.025668 | 10054400370001 | Ladda upp en bild av detta fornminne |
| Åtvid 49:1               | Stensättning                     |              | Åtvid, Östergötland |       | 58.155283, 15.962120 | 10054400490001 | Ladda upp en bild av detta fornminne |
| Åtvid 58:1               | Stensättning                     |              | Åtvid, Östergötland |       | 58.132809, 16.038932 | 10054400580001 | Ladda upp en bild av detta fornminne |
| Åtvid 59:1               | Stensättning                     |              | Åtvid, Östergötland |       | 58.129520, 16.040946 | 10054400590001 | Ladda upp en bild av detta fornminne |
| Åtvid 60:1               | Stensättning                     |              | Åtvid, Östergötland |       | 58.129451, 16.040003 | 10054400600001 | Ladda upp en bild av detta fornminne |
| Åtvid 61:1               | Stensättning                     |              | Åtvid, Östergötland |       | 58.133365, 16.037763 | 10054400610001 | Ladda upp en bild av detta fornminne |
| Åtvid 61:2               | Stensättning                     |              | Åtvid, Östergötland |       | 58.133202, 16.037996 | 10054400610002 | Ladda upp en bild av detta fornminne |
| Åtvid 86:1               | Stensättning                     |              | Åtvid, Östergötland |       | 58.204568, 15.967545 | 10054400860001 | Ladda upp en bild av detta fornminne |
| Åtvid 90:1               | Hällristning                     |              | Åtvid, Östergötland |       | 58.218487, 16.030811 | 10054400900001 | Ladda upp en bild av detta fornminne |
| Åtvid 106:1              | Stensättning                     |              | Åtvid, Östergötland |       | 58.179088, 16.020697 | 10054401060001 | Ladda upp en bild av detta fornminne |
| Åtvid 158:1              | Stensättning                     |              | Åtvid, Östergötland |       | 58.221004, 16.038884 | 10054401580001 | Ladda upp en bild av detta fornminne |
| Åtvid 181                | Lägenhetsbebyggelse              |              | Åtvid, Östergötland |       | 58.180294, 16.012489 | 12000000068551 | Ladda upp en bild av detta fornminne |
| Åtvid 208                | Stensättning                     |              | Åtvid, Östergötland |       | 58.192138, 16.001754 | 12000000068776 | Ladda upp en bild av detta fornminne |
| Åtvid 253                | Ristning, medeltid/historisk tid |              | Åtvid, Östergötland |       | 58.206781, 15.995105 | 12000000068925 | Ladda upp en bild av detta fornminne |
| Hindrikstorp (Åtvid 261) | Lägenhetsbebyggelse              |              | Åtvid, Östergötland |       | 58.215753, 16.016297 | 12000000068935 | Ladda upp en bild av detta fornminne |
| Sågaretorpet (Åtvid 275) | Lägenhetsbebyggelse              |              | Åtvid, Östergötland |       | 58.235385, 15.934717 | 12000000068996 | Ladda upp en bild av detta fornminne |
| Hukärr (Åtvid 287)       | Lägenhetsbebyggelse              |              | Åtvid, Östergötland |       | 58.239688, 15.927620 | 12000000069021 | Ladda upp en bild av detta fornminne |
| Dalslund (Åtvid 312)     | Lägenhetsbebyggelse              |              | Åtvid, Östergötland |       | 58.225507, 16.031705 | 12000000103927 | Ladda upp en bild av detta fornminne |